# Belli e dannati (album)
Belli e dannati è un album del gruppo rock italiano Rats, uscito nel 1994.

## Tracce
1. Mettete giù le mani dall'Italia – 0:48
2. Padre nostro – 3:58
3. Dammi la mano – 4:38
4. Belli e dannati – 3:32
5. Mamma, non è l'ora di dormire – 4:02
6. Mettiti in gioco (anche tu) – 4:00
7. Notti – 3:24
8. Fratelli del mondo – 4:20
9. Guerra – 3:51
10. Amanti – 3:35
11. Buconero – 3:34
12. Non c'hai ragione – 4:25
13. Lasciami stare – 3:04
14. Mettete giù le mani dall'Italia (strumentale) – 0:37